# Gondebaud
Pour l’article homonyme, voir Gondovald.
Gondebaud ou Gondovald ou Gombaud, né vers 450, mort en 516, est roi des Burgondes à partir des années 470, d'abord avec ses frères, Godégisile, Gondemar et Chilpéric, puis seul à partir de 501.
Après avoir été magister militum et patrice et avoir fait de Glycérius un éphémère empereur des Romains, il s'est efforcé d'unir les Burgondes et les Gallo-Romains et a réussi à créer une entité et une identité commune à ces deux peuples, forgeant un particularisme burgonde, qui se perpétuera même après l'intégration au royaume franc des Mérovingiens, dans le regnum Burgundiæ (royaume de Bourgogne ou de Burgondie), à côté de la Neustrie et de l'Austrasie.
Humaniste éclairé, cultivé, parlant couramment le latin, passionné de philosophie, d'histoire des religions, il admire Rome... mais il tend en sourdine à préserver les traditions burgondes et la foi arienne.
L'action législatrice de Gondebaud laisse son nom à la loi Gombette, élément de cohésion pour les habitants de la Burgundia.

## Biographie
Gondebaud est le petit-fils de Gondicaire, fondateur de la monarchie burgonde, et le fils aîné de Gondioc, époux d'une sœur du Suève Ricimer, patrice des Romains vers 470.

### En Italie
Au début des années 470, Gondebaud est présent en Italie,, où il reçoit une éducation raffinée à la cour impériale de Ravenne, aux côtés de Ricimer, patrice des Romains depuis 456 et véritable maître du gouvernement.
Gondebaud reçoit le titre de magister militum (« maître des milices ») de la Gaule, puis est élevé à la dignité de patrice à la mort de Ricimer en 472. L'empereur romain d'Occident Olybrius étant mort en 472, Gondebaud contribue à l'élection de son successeur, l'empereur Glycérius mais ne parvient pas à le maintenir face à l'opposition de l'empereur d'Orient Léon Ier qui impose Julius Nepos.

### Roi des Burgondes avec ses frères
Gondebaud revient en Gaule vers 474.
Gondioc étant mort vers cette date, le royaume burgonde est dirigé par son oncle Chilpéric Ier.
À la mort de Chilpéric Ier, vers 480, Gondebaud devient roi des Burgondes conjointement avec ses trois frères, selon la coutume germanique de partage du royaume.

#### La disparition de Chilpéric et de Gondemar
Chilpéric II et Gondomar meurent assez rapidement, comme l'indique une lettre de l'évêque Avit de Vienne à Gondebaud, où il nous le montre affligé de la mort de ses frères : « Autrefois vous pleuriez avec une émotion inexprimable la perte de vos frères et l'affliction de tout votre peuple s'associait à votre deuil royal. Et cependant, c'était la bonne fortune de votre royaume qui, en diminuant le nombre de personnages royaux, ne gardait à la vie que ce qui suffisait pour le commandement. »
La disparition de ces deux frères donne lieu à un débat historiographique. Au minimum, la responsabilité de leur mort est attribuée à Gondebaud. Une reconstruction un peu romancée envisage une tentative de renversement de Gondebaud par Chilpéric et Gondemar, Godegisèle restant en dehors de l'affaire. Gondebaud aurait d'abord été vaincu près d'Autun, puis aurait réussi à rétablir la situation et aurait pris les deux frères dans Vienne, Gondemar mourant au cours des combats et Chilpéric étant exécuté par Gondebaud.
La documentation d'époque consiste essentiellement en un passage de Grégoire de Tours où celui-ci évoque formellement et de façon assez détaillée l'assassinat de Chilpéric et de son épouse par Gondebaud, mais sans en donner les circonstances. Pour Grégoire de Tours, Chilpéric est un personnage important en tant que père de Clotilde (465-545), qui devient reine des Francs dans les années 490, et qui passe les dernières années de sa vie, exceptionnellement longue pour l'époque, à Tours, ville dont Grégoire devient évêque en 565 :
« Gondioc avait été roi des Burgondes : il appartenait à la famille d'Athanaric, le roi persécuteur de qui nous avons parlé ci-dessus. Il avait eu quatre fils : Gondebaud, Godégisèle, Chilpéric et Gondemar. Gondebaud égorgea Chilpéric son frère et noya la femme de celui-ci en lui attachant une pierre au cou. Il condamna à l'exil ses deux filles ; l'aînée, qui prit l'habit, s'appelait Croma, la plus jeune Clotilde. Or, comme Clovis envoie souvent des ambassades en Bourgogne, la jeune Clotilde est aperçue par ses ambassadeurs. Comme ils l'avaient trouvée élégante et sage et qu'ils avaient su qu'elle était de famille royale, ils l'annoncèrent au roi Clovis. Sans tarder, celui-ci envoie à Gondebaud une ambassade pour la demander en mariage. Ce dernier n'osant pas opposer un refus la remit aux ambassadeurs, et ceux-ci, amenant la jeune fille, la présentant au plus vite au roi. Quand il l'eut vue, le roi fut rempli d'une grande joie et il se l'associa par le mariage, alors qu'il avait déjà d'une concubine un fils nommé Thierry.  »
— Grégoire de Tours, Historia Francorum, Livre II, paragraphe XXVIII, traduction Robert Latouche, Les classiques de l'histoire de France au Moyen Âge, volume 27, p. 116-117, dans La Bourgogne au Moyen Âge, Académie de Dijon, Centre régional de recherche et de documentation pédagogique, Dijon, 1972.
En ce qui concerne Gondemar, on n'a pas de renseignements sur les circonstances de sa disparition.

#### Roi avec Godégisile
À la suite de la mort de Chilpéric et de Gondemar, un nouveau partage du royaume a lieu entre Gondebaud et Godégisile. Gondebaud établit sa capitale à Lyon et son frère s'installe à Genève. Genève les avait séduits. Lyon les éblouit : modèle de romanité (grande ville d'Empire) ! D'emblée ils lui ont accordé le rang de capitale. Sans détrôner pour cela Genève qui est resté leur Ville Seconde.
En 491, Gondebaud consent à accorder la main de Clotilde, sa nièce, au roi des Francs Clovis Ier et le mariage a lieu vers 493,. Le mariage de Clotilde, fervente catholique, très pieuse, nourrie, d'après Grégoire de Tours[réf. souhaitée], d'un grand ressentiment envers son oncle Gondebaud, est très important pour les destinées du royaume burgonde.
En 492, Gondebaud entreprend une expédition contre les Ostrogoths en Ligurie et Lombardie, dont il sort victorieux. À la suite de cette expédition, une ambassade est envoyée par Théodoric le Grand pour le rachat des prisonniers, et Ostrogotha, fille de Théodoric, est accordée en mariage à Sigismond, fils de Gondebaud.
En 496, le roi burgonde apporte son aide à Clovis dans sa campagne contre les Alamans, achevée par la victoire franque de Tolbiac, ce qui permet aux Burgondes d'étendre leurs frontières jusqu'à la Reuss, aux confins de l'actuelle Suisse.
Le prosélytisme de Clotilde pour obtenir la conversion de Clovis, encore païen, à la religion chrétienne est couronné de succès après la victoire de Tolbiac. Mais Clovis, baptisé à Reims par l'évêque Rémi, devient immédiatement catholique, ce qui amène l'épiscopat catholique du royaume burgonde, l'évêque Avit en tête, à apporter son soutien au roi des Francs, Clovis étant salué comme « un nouveau Constantin ».
Malgré les efforts d'Avit, son ami, confident et conseiller, le roi burgonde préfère rester arien comme la majorité de son peuple, tout en étant soucieux de maintenir la concorde entre les Burgondes et les Gallo-romains catholiques. Le refus de Gondebaud de se convertir a sans doute été une occasion d'aller de l'avant pour Clovis. Mais Clotilde aurait aussi poussé, selon la tradition[réf. nécessaire], son mari à attaquer le responsable du meurtre de son père.

#### La guerre de Gondebaud contre Godégisile et Clovis (500)
Grégoire de Tours raconte cette guerre de façon détaillée :

« Les deux frères, Gondebaud et Godégisile tenaient le royaume qui environne le Rhône et la Saône, avec la province de Marseille ; tous deux, comme leur peuple, étaient soumis à l'hérésie arienne. Ils se combattaient l'un l'autre. Godégisile entendit parler des victoires du roi Clovis et lui envoya secrètement une légation avec ce message : Si tu me prêtes ton concours pour poursuivre mon frère en sorte que je puisse le tuer à la guerre ou l'expulser de la région, je te paierai chaque année un tribut que tu voudras bien fixer toi-même. Clovis accepta volontiers cette proposition et lui promit son aide partout où cela serait nécessaire. Et, au temps fixé, il leva une armée contre Gondebaud qui, ignorant la ruse de son frère, lui écrivit : Viens à mon aide, car les Francs se liguent contre nous et envahissent notre pays pour s'en emparer. Unissons-nous donc ensemble contre ces ennemis, de crainte que, si nous restions séparés, nous éprouvions ce que d'autres peuples ont subi. Godégisile lui répondit : J'irai te prêter secours avec mon armée.
Tous trois ensemble levèrent leurs armées, Clovis contre Gondebaud et Godégisile avec toute sa puissance guerrière. Et ainsi ils parvinrent près du castrum de Dijon. Convergeant vers la rivière d'Ouche, Godégisile se joignit à Clovis et leurs deux armées conjuguées écrasèrent le peuple de Gondebaud. Quand ce dernier, qui n'avait pas soupçonné la ruse de son frère, s'en avisa, il tourna le dos, prit la fuite, et, à travers les marécages des rives du Rhône, arriva en Avignon. »

— Grégoire de Tours, Histoire des Francs, II, 32
Gondebaud s'enferme à Avignon sous la protection des remparts de la ville. Le siège de celle-ci traînant en longueur, Clovis accepte de négocier. Gondebaud se reconnaît tributaire.
Après le départ de Clovis, Gondebaud mobilise à nouveau une armée, se dirige sur Vienne où son frère s'est installé et y met le siège. La ville de Vienne n’étant pas prête à tenir un siège, Godégisile décide d’expulser toutes les bouches inutiles car la famine était proche. Il expulse notamment l’employé de l’aqueduc, qui, vexé, aurait proposé à Gondebaud d’entrer dans la ville par l’aqueduc ainsi que le raconte Grégoire de Tours :

« […] parmi ceux qui furent renvoyés se trouva un ouvrier de la ville à qui était confié le soin des aqueducs. Irrité d’avoir été renvoyé avec les autres, il alla, tout furieux, trouver Gondebaud et lui indiqua par quel endroit il pourrait envahir la ville pour se venger de son frère. S’étant mis à la tête de l’armée, l’ouvrier dirigea par l’aqueduc les troupes, précédées d’un grand nombre d’hommes armés de leviers de fer. Il y avait un soupirail bouché par une grosse pierre ; quand on l’eut renversée au moyen des leviers, et sous la direction de l’ouvrier, ils entrèrent dans la ville, et surprirent par derrière les soldats qui lançaient des flèches du haut des remparts. Ayant sonné de la trompette au milieu de la ville, les assiégeants s’emparent des portes, et les ayant ouvertes, ils se précipitent tous ensemble dans les rues, tandis qu’au milieu de ces deux armées le peuple était massacré des deux côtés. […] »

— Grégoire de Tours, livre II
Godégisile s’étant réfugié dans la cathédrale arienne, Gondebaud l’y rejoint et le tue sur place, ainsi que l’évêque : Grégoire de Tours continue son récit :

« […] Godégisile se réfugia dans l’église des hérétiques, où il fut tué avec l’évêque arien. Les Francs qui étaient, dans ce temps, auprès de Godégisile, se retirèrent tous dans une seule tour. Gondebaud ayant ordonné qu’on ne leur fit aucun mal, les fit prisonniers, et les envoya en exil à Toulouse, auprès du roi Alaric. Il fit ensuite périr les sénateurs et les Bourguignons du parti de Godégisile. Il remit sous sa domination tout le pays qu’on nomme actuellement la Bourgogne. […] »

— Grégoire de Tours, livre II
Il tue aussi la femme et les deux fils[réf. nécessaire] de Godégisile, seules furent épargnées ses deux petites-filles : Sédéleubeude et Gondioque.
Désormais, Gondebaud est seul roi. Il « rétablit sous sa domination toute la région qui est maintenant appelée la Bourgogne et il édicta pour les Burgondes des lois plus douces afin qu'ils n'oppriment pas les Romains ».

### Gondebaud seul roi des Burgondes

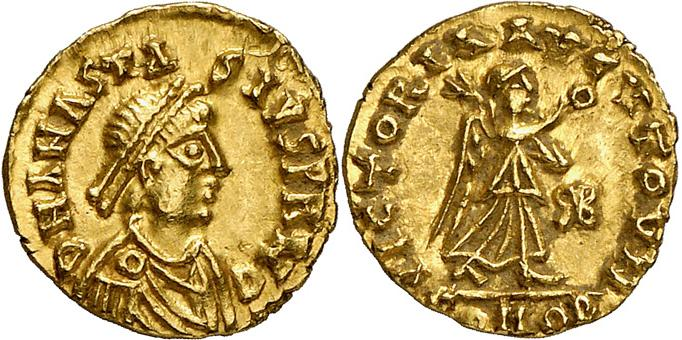
Tiers de sou d'or (Triens) frappé en Burgondie au nom de l’empereur d'Orient Anastase (491-518), au monogramme du roi Gondebaud (473-516) - Origine indéterminée.

Le royaume de Gondebaud atteint alors sa plus grande extension ; il va de la Loire et du Rhône aux Alpes et au Rhin, incluant une partie de l'Helvétie. Du côté du nord, il dépasse la ville et le plateau de Langres et atteint la lisière du massif des Vosges ; au sud, il englobe l'ouest de la Provence, y compris, pendant un moment, Marseille.
Après la guerre de l'année 500, un traité est conclu[réf. nécessaire] l'année suivante avec Clovis sur la rivière Quoranda,, l'actuelle Cure, Gondebaud est désormais libre de se consacrer aux soins du gouvernement intérieur.
Il est à la fois rex Burgundionum et patricius Romanorum, ce qui fonde la légitimité de son pouvoir sur les Burgondes et sur les Gallo-Romains. Pétri de culture romaine (Avit de Vienne assure[réf. nécessaire] que Gondebaud « connaît les textes sacrés latins et grecs »), il a parmi ses conseillers des lettrés gallo-romains : Placidus, Lucanus, Héraclius, Laconius, ainsi que Syagrius de Lyon, appelé par Sidoine Apollinaire[réf. nécessaire] novus Burgundionum Solon (« moderne Solon des Burgondes »), qui connaît la langue burgonde.
Marius d'Avenches dit[réf. nécessaire] que le règne se déroule feliciter (« heureusement »).

#### Burgondes et Gallo-Romains
Il s'efforce d'apaiser les tensions religieuses et de maintenir l'équilibre entre les Burgondes, presque tous ariens, et les Gallo-romains de confession catholique.
La coexistence des deux confessions se manifeste même au sein de la famille royale. Lui-même continue de refuser de se convertir, mais sa belle-sœur Carétène, veuve de Chilpéric II, qu'il a sous sa protection (peut-être comme épouse), morte en 506, est catholique. Rheinhold Kaiser écrit : « Gondebaud joua un jeu complexe de soutien à l'Église arienne et de faveurs cachées, accordées par l'intermédiaire de son épouse Carétène aux catholiques. ». Il pousse la confiance envers les catholiques et leur clergé jusqu'à remettre à l'évêque Avit de Vienne l'éducation de son fils Sigismond, qui se convertit au catholicisme vers 506.
L'équilibre entre les Gallo-Romains et les Burgondes est aussi maintenu par la règle voulant que deux comtes soient en fonction dans chaque cité, un Romain et un Burgonde, chacun jugeant selon son propre droit.

#### La loi Gombette
Le nom de Gondebaud reste attaché à l'œuvre législative de son règne :
- la loi des Burgondes (lex Burgundionum), qui s'applique aux sujets burgondes, et aux conflits « entre un Burgonde et un Romain[13] » ; elle est couramment appelée, dès cette époque, lex Gundobada, puis par déformation lex Gumbata, formulation qui en français est devenue « loi Gombette » ; elle comporte 88 titres au départ[14] ;
- la loi romaine des Burgondes (lex romana Burgundionum), qui s'applique aux sujets gallo-romains, et est du reste une reprise du droit romain, c'est-à-dire à cette époque du Code de Théodose ; elle est aussi appelée « loi Papien » ; elle comporte 47 titres avec 176 articles[15].

Ces deux lois sont en fait des codes promulgués, selon l'opinion la plus générale, en 501/502. Gondebaud est le premier souverain germanique de Gaule à doter ses sujets d'un corps de lois nationales. À cette époque les lois s'attachent à la personne, à la nationalité et non au territoire, selon le principe de la « personnalité des lois ». Le juge, avant toute décision, doit s'enquérir de la nationalité du plaignant ou de l'accusé.
La loi Gombette légifère dans le domaine de la propriété foncière, avec les règles de l'« hospitalité », c'est-à-dire les conditions du partage des terres, ainsi que les obligations réciproques de chacune des parties, entre les Burgondes, nouveaux venus, et les anciens propriétaires du sol. Ce partage devait se faire sans violence, dévoilant ainsi le caractère plutôt pacifique des Burgondes.
Elle légifère également sur les peines à infliger aux crimes et délits.
La loi Gombette a été augmentée par les successeurs de Gondebaud, Sigismond et Gondemar. Elle comporte 105 titres dans sa version finale, qui restera en vigueur même après la conquête du royaume des Burgondes par les Francs.

#### L'alliance avec les Francs

Les campagnes franques en Aquitaine entre 507 et 509.

Selon Rheinhold Kaiser, il faut peut-être voir dans la conversion au catholicisme de Sigismond, gendre du roi des Ostrogoths, l'arien Théodoric le Grand, la cause du renversement d'alliance qui s'opère en faveur des Francs et au détriment des Goths.
En 507, Gondebaud fait cause commune avec Clovis dans la guerre contre les Wisigoths d'Alaric II. Un détachement conduit par Sigismond participe à la campagne qui se termine par la victoire de Vouillé ; le royaume aquitain des Wisigoths tombe alors sous la domination du roi franc.
En 508, Francs et Burgondes font toujours cause commune contre les Ostrogoths à qui ils tentent de prendre le reste de la Provence. Mais ils sont mis en déroute par les généraux de Théodoric le Grand, Ibba et Mammo, qui les obligent à lever le siège d'Arles, puis s'emparent de Nîmes et de Narbonne en 509, pendant que les renforts ostrogoths dirigés par le duc Mammo ravagent Orange et Valence puis refoulent les Burgondes vers le nord. Gondebaud ne peut recouvrer la possession d'Arles et Marseille. Enfin, en 510, Ibba libère Carcassonne ; tandis que Clovis décède à Paris en 511. Selon Jordanès, probablement peu objectif du fait de ses origines gothiques, plus de 30 000 Francs furent tués par Ibba lors des combats.

#### Préparation de la succession
Voulant éviter les inconvénients du système germanique de succession, qu'il a connu au début de son règne, Gondebaud applique le système de la primogéniture. Quelques années avant sa mort en 516, il fait reconnaître[réf. nécessaire] par les grands du royaume son fils aîné Sigismond comme son successeur présomptif.

## Mariage et descendance
Gondebaud a pour épouse Carétène, une catholique avec laquelle il a deux enfants légitimes :
- Sigismond, roi des Burgondes de 516 à 523 ;
- Godomar III, roi des Burgondes de 524 à 534.